# Jolobok, Talalaiivka
Jolobok (în ucraineană Жолобок) este un sat în comuna Lîpove din raionul Talalaiivka, regiunea Cernihiv, Ucraina.

## Demografie
Componența lingvistică a localității Jolobok
     Ucraineană (97,06%)
     Rusă (2,94%)
Conform recensământului din 2001, majoritatea populației localității Jolobok era vorbitoare de ucraineană (97,06%), existând în minoritate și vorbitori de rusă (2,94%).